# Zag (Bayankhongor)
Le sum de  Zag (mongol : ᠵᠠᠭ
ᠰᠤᠮᠤ, cyrillique : Заг сум, MNS : Zag sum) est situé dans l'aimag (ligue) de Bayankhongor, en Mongolie.